# Pão de Açúcar (supermercado português)
Pão de Açúcar, foi uma cadeia de supermercados pertencente ao grupo francês Auchan que operava em Portugal. No segmento dos hipermercados a Auchan utilizava a insígnia Jumbo, que a rede Pão de Açúcar utilizava para designar as suas grandes lojas.
Em setembro de 2019, as marcas Jumbo e Pão de Açúcar terminaram. A nova designação para todas as lojas do grupo francês é agora Auchan, num conceito de marca única.

## História
A moderna distribuição e o conceito de supermercado, tal como hoje conhecemos, foi introduzida em Portugal pelo grupo brasileiro  Pão de Açúcar (fundado em São Paulo por um português Valentim Diniz), que se associou ao grupo nacional CUF em 1969, criando para tal a empresa SUPA - Companhia Portuguesa de Supermercados.
A primeira loja Pão de Açúcar abriu em Lisboa, na Avenida Estados Unidos da América, em 1 de Maio de 1970, local onde hoje funciona uma loja da cadeia Pingo Doce, do grupo Jerónimo Martins. Em 1 de Novembro de 1970, abria a segunda loja em Lisboa, desta feita em Alcântara, na Avenida de Ceuta.[carece de fontes?].
Em 1996, a rede foi adquirida pelo grupo francês Auchan.

## Unidades do Grupo Auchan
- Hipermercados Jumbo: 24
- Hipermercados Jumbo PA: 7
- Supermercados Pão de Açúcar: 3
- Lojas Box Jumbo: 18
- Lojas Box Pão de Açúcar: 4
- Gasolineiras: 28
- Espaços Saúde e Bem-Estar: 22
- Ótica: 9
- Jumbo Natureza: 1
- Espaço Oney: 3
- My Auchan: 28

### Hipermercados Jumbo (24)
- Alfragide
- Almada
- Alverca
- Amadora
- Aveiro
- Cascais
- Castelo Branco
- Coimbra
- Coina
- Évora
- Famalicão
- Faro
- Figueira da Foz
- Gaia
- Gondomar
- Guimarães
- Maia
- Matosinhos
- Portimão
- Setúbal
- Sintra
- Torres Vedras
- Vila Real
- Viseu

### Hipermercados Jumbo PA (7)
- Amoreiras (Lisboa)
- Campera
- Canidelo
- Eiras
- Lagoa
- Olhão
- Santo Tirso

### Supermercados Pão de Açúcar (3)
- Guarda
- Caldas da Rainha
- Faro

### Gasolineiras Jumbo (28)
- Alfragide
- Almada
- Alverca
- Amadora
- Aveiro
- Cascais
- Castelo Branco
- Coimbra
- Coina
- Eiras
- Évora
- Famalicão
- Faro
- Gaia - Canidelo
- Gondomar I
- Gondomar II
- Guimarães
- Lagoa
- Maia
- Matosinhos
- Palmela
- Portimão
- Santo Tirso
- Setúbal
- Sintra
- Torres Vedras
- Vila Real
- Viseu
- Figueira da Foz

### Box Jumbo (18)
- Alfragide
- Almada
- Alverca
- Amadora
- Castelo Branco
- Coimbra
- Coina
- Évora
- Famalicão
- Faro
- Figueira da Foz
- Guimarães
- Maia
- Portimão
- Setúbal
- Sintra
- Torres Vedras
- Vila Real

### Box Pão de Açúcar (4)
- Amoreiras (Lisboa)
- Campera
- Canidelo
- Santo Tirso

### Saúde e Bem-estar (22)
- Alfragide
- Almada
- Alverca
- Amadora
- Aveiro
- Cascais
- Castelo Branco
- Coimbra
- Coina
- Évora
- Faro
- Figueira da Foz
- Gaia
- Gondomar
- Guimarães
- Maia
- Matosinhos
- Portimão
- Setúbal
- Sintra
- Torres Vedras
- Vila Real

### Ótica (9)
- Alfragide
- Almada
- Setúbal
- Amadora
- Faro
- Maia
- Matosinhos
- Guimarães
- Aveiro

### Jumbo Natureza (1)
- Almada

### Oney (3)
- Alfragide
- Almada
- Miraflores

### My Auchan (7)
- Avenida João XXI
- Avenida Duque de Ávila
- Rua Pascoal de Melo
- Calçada da Quintinha
- Rua da Penha de França
- Rua Damasceno Monteiro
- Avenida Dom Afonso Henriques